# Basilique Saint-Laurent de Milan
La basilique Saint-Laurent de Milan (en italien, Chiesa di San Lorenzo Maggiore) est une église construite entre 364 et 402 et remaniée au XVIIIe siècle, dédiée à Laurent de Rome, située dans la ville de Milan en Italie.

## Historique

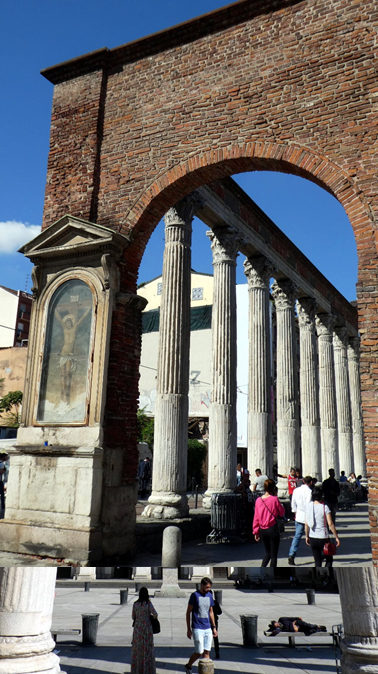
colonnade de la Basilique Saint-Laurent de Milan

### Origines

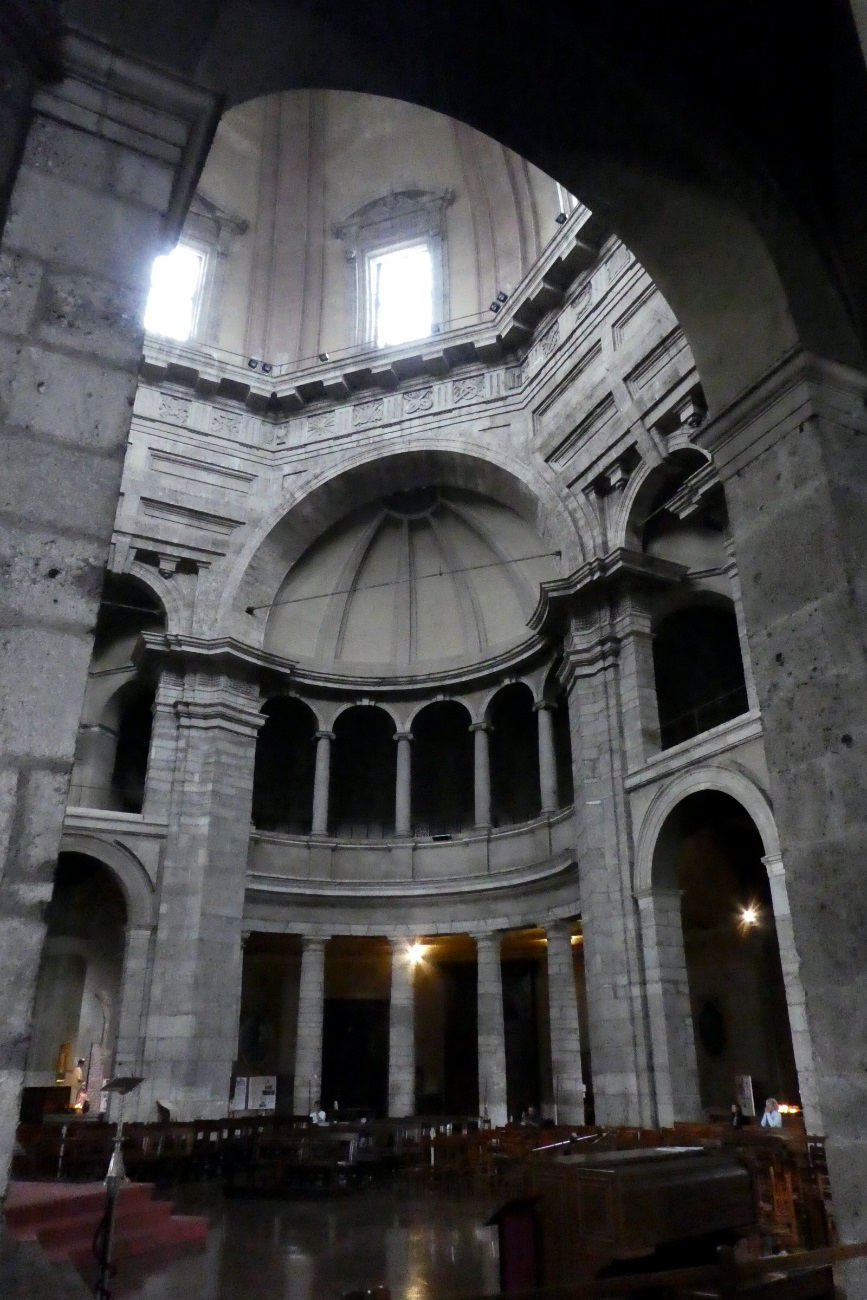
intérieur de la Basilique Saint-Laurent de Milan

### Époque médiévale et Renaissance

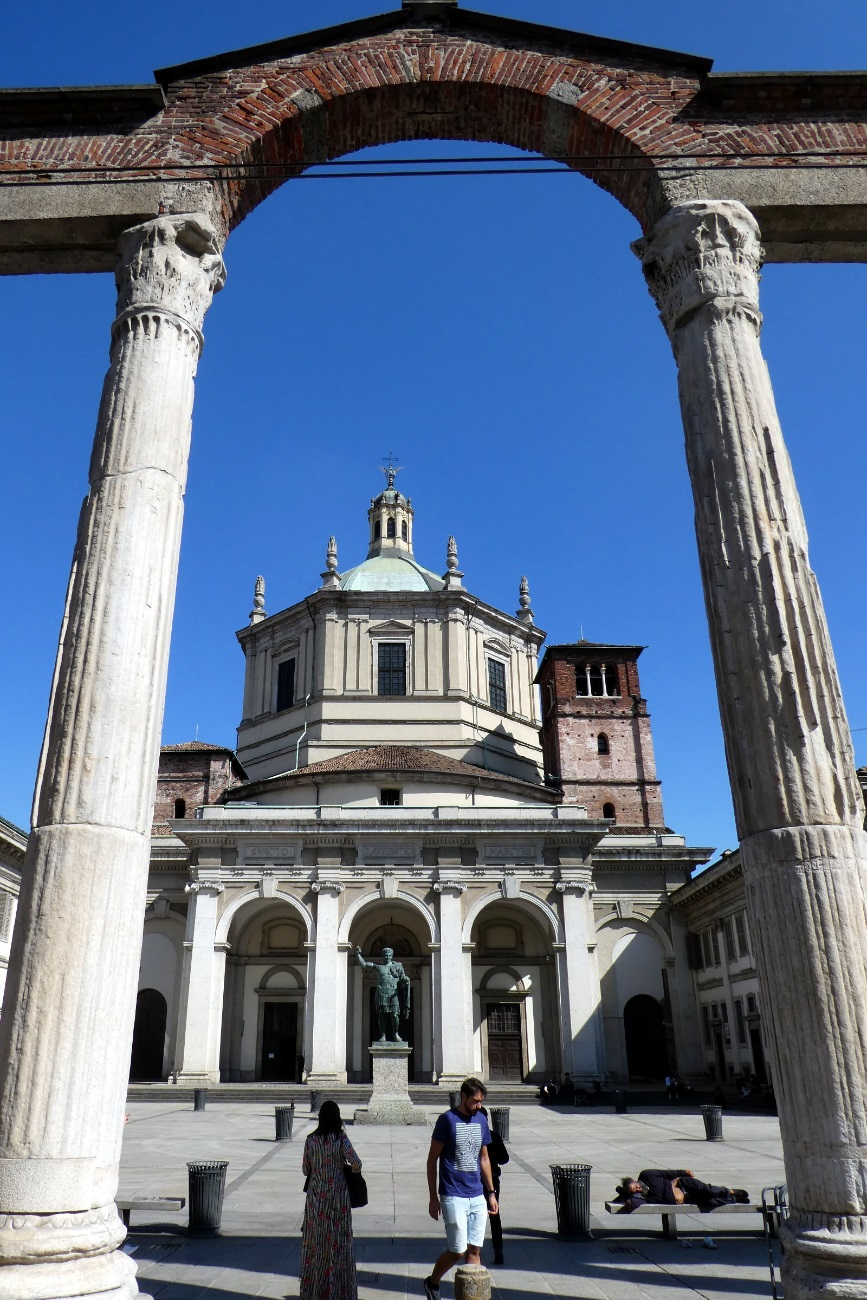
façade de la Basilique Saint-Laurent de Milan

### Époque moderne et contemporaine

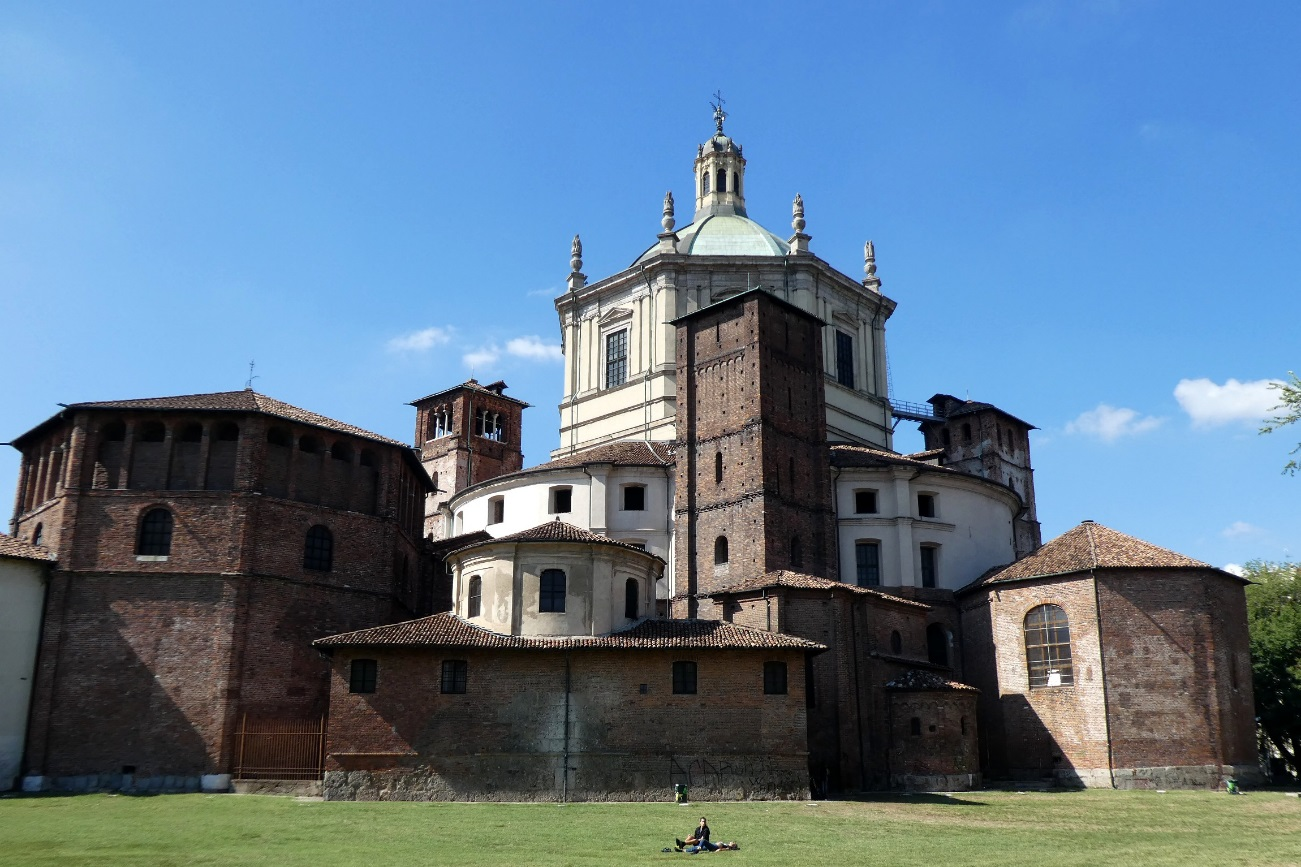
Basilique Saint-Laurent de Milan